# Rozliczenie międzyokresowe kosztów
Rozliczenie międzyokresowe kosztów to sposób rozliczania kosztów działalności w czasie, tak aby została zachowana zasada współmierności kosztów i przychodów.
Stosuje się go, gdy w jednostce wystąpią koszty dotyczące innego okresu sprawozdawczego lub kilku okresów sprawozdawczych.
Koszty rozliczone w czasie:
1. czynsze i dzierżawy,
2. planowane koszty remontów,
3. koszty zakupu,
4. koszty przygotowania nowej produkcji,
5. płace urlopowe pracowników fizycznych,
6. odpis roczny na zakładowy fundusz świadczeń socjalnych.

W zależności od sposobu rozliczania kosztów w czasie wyróżniamy rozliczenia bierne i czynne.
1. Czynne wykazują saldo debetowe, które oznacza środki zaangażowane w rozliczeniach z tytułu nabytych, lecz nieużytych usług i stanowi składnik aktywów; metoda rozliczenia kosztów w czasie które już zostały poniesione w bieżącym okresie sprawozdawczym i dotyczyć mają następnych okresów sprawozdawczych np. czynsz za lokal.
2. Bierne wykazują saldo kredytowe oznaczające rezerwę na wydatki, które nastąpią w późniejszym okresie; jest składnikiem pasywów.